# Serre (rapace)
Pour les articles homonymes, voir Serre (homonymie).
Les serres sont les pieds des rapaces constitués de doigts prolongés de griffes longues et courbes qui peuvent s'enfoncer dans la proie que le rapace cherche à capturer ou immobiliser, puis transporter. Les serres ne sont pas assez puissantes généralement pour causer la mort.

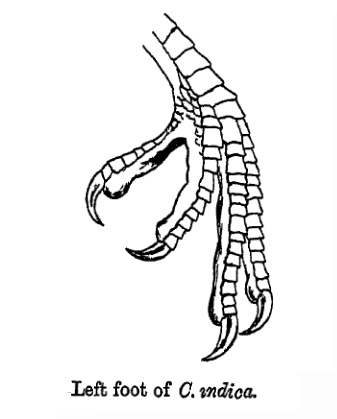
Serre de Rollier indien (Coracias benghalensis).

Meuble unique d'un blason.

L'hallux est opposable aux autres doigts à la manière du pouce chez les humains.